# 路易·迪雷
路易·迪雷（法語：Louis Durey，1888年5月27日—1979年7月3日），法国作曲家，六人团中年龄最大的成员，后来加入法国共产党，创作了不少政治性明显的音乐，包括以毛泽东、胡志明等人的诗歌作品为词的声乐作品。

## 外部連結
- 在Find a Grave上的路易·迪雷